# Heinrich Scheibli
Heinrich Washington Scheibli (* 25. September 1868 in Cincinnati; † 19. Mai 1932 in Degersheim) war ein Textilfabrikant und Schweizer Oberstkorpskommandant.

## Leben
Sein Vater war als Fabrikant in Cincinnati tätig. Seine Mutter war Elise Auguste geb. Haab. Noch in seinen Kindertagen kehrte die Familie in die Schweiz zurück, so wuchs er in Zürich auf. Hier besuchte er das Gymnasium und das Polytechnikum, das er als Maschinenbauingenieur abschloss. Seine Frau war Auguste Honegger, Tochter des Kaspar Honegger. 1890 wurde er Artillerieleutnant, 1898 war er Hauptmann im Generalstab, 1914 und 1915 sowie 1917 bis 1922 war er Divisionskommandant.
Auf dem Gelände der Horheimer Mühle (erstmals erwähnt 1629 – abgebrannt am 2. Januar 1889) errichtete Scheibli 1894 eine Zwirnerei. Das Wasser der Wutach wurde über das Scheibli-Wehr bei Wutöschingen in den Mühlekanal nach Horheim geleitet. Die ehemalige Villa dient heute noch als Büro und Verwaltung für eine Aluveredelungsfirma. Die ursprünglichen Fabrikgebäude wurden durch einen Brand zerstört. In Tiengen leitete er die "Honeggerei" (im Gewann Ibrunnen, hier auch das Wehr an der Wutach) und die "innere Honeggerei" (heute Fristo u.w.) am Wutachkanal. 1923 bis 1931 war er Berufsmilitär der 3. Division, 1932 des 2. Armeekorps.